# 24 de Abril
24 de Abril är en ort i Mexiko.   Den ligger i kommunen La Independencia och delstaten Chiapas, i den sydöstra delen av landet, 800 km öster om huvudstaden Mexico City. 24 de Abril ligger 1 506 meter över havet och antalet invånare är 315.
Terrängen runt 24 de Abril är huvudsakligen platt, men åt nordost är den kuperad. Runt 24 de Abril är det ganska glesbefolkat, med 43 invånare per kvadratkilometer. Närmaste större samhälle är Las Margaritas, 14,0 km nordväst om 24 de Abril. I omgivningarna runt 24 de Abril växer huvudsakligen savannskog.